# Batalha de Shiroyama
A Batalha de Shiroyama (城山の戦い, Shiroyama no tatakai) foi travada entre 1 e 24 de setembro de 1877 no Monte Shiro, perto de Kagoshima, Japão, entre os últimos expoentes da classe guerreira samurai de um lado e o Exército Imperial Japonês do outro. Foi a última batalha decisiva da Rebelião de Satsuma e o último conflito armado na história japonesa com a participação dos samurais.

## Sumário
Após a derrota no Cerco do castelo Kumamoto e em outras batalhas no Kyūshū central, o que sobrou das forças samurai leais a Saigō Takamori fugiu de volta para Satsuma, apoderando-se da colina de Shiroyama sobre Kagoshima em 1 de setembro de 1877.
Tropas do exército imperial sob o comando do General Yamagata Aritomo e marines sob o comando do Almirante Kawamura Sumiyoshi começaram a chegar logo depois e os rebeldes foram cercados. Após perdas em combate e deserções, Saigō tinha apenas 300-500 samurai que restaram de uma força de mais de 20 mil que haviam mantido cerco a um destacamento do governo na cidade de Kumamoto apenas seis semanas antes.
Com 30 mil tropas, Yamagata possuía uma vantagem numérica sobre Saigō de 60:1, pelo menos. Tendo sido vencido em batalha frequentemente no passado, entretanto, Yamagata estava determinado a não deixar nada ao acaso. As tropas imperiais passaram vários dias construindo um elaborado sistema de valas, paredes e obstáculos para evitar uma outra fuga. Os cinco navios de guerra do governo no porto de Kagoshima deram mais força ao poder de fogo da artilharia de Yamagata, e começaram a reduzir sistematicamente as posições rebeldes, atirando mais de 7 mil salvas.
Saigō defendeu sua posição com apoio limitado de mosquetes e sem nenhum canhão. As forças de Saigō foram reduzidas a derreter estátuas Budistas roubadas de templos e fundindo o metal em balas. Yamagata mandou uma carta a Saigō na qual comandava que ele se rendesse, mas a honra do bushido não o permitiria fazê-lo.

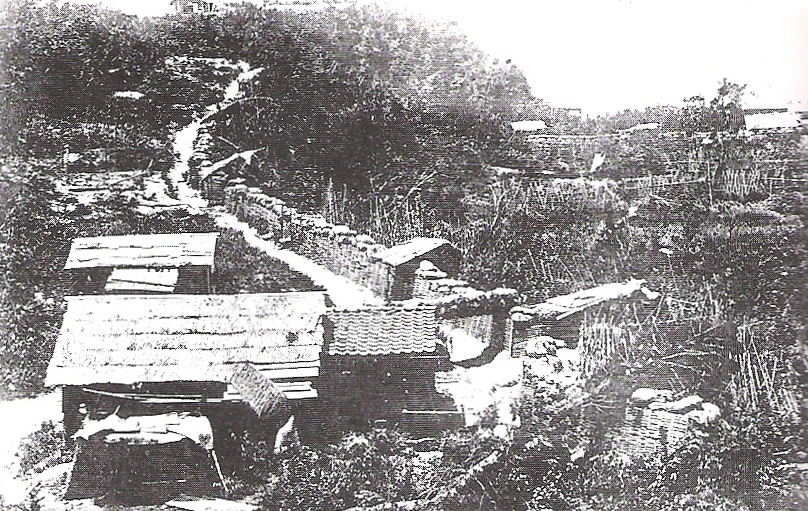
Fortificação do Exército Imperial Japonês em volta de Shiroyama. Fotografia de 1877.

O plano de batalha de Yamagata era o de atacar Saigo de todos os lados ao mesmo tempo. As unidades foram proibidas de auxiliar-se entre si sem permissão expressa. Se uma unidade fosse bater em retirada com as tropas inimigas atrás, as unidades vizinhas deveriam atirar na área indiscriminadamente, matando seus próprios homens se necessário para prevenir que Saigō escapasse.
Após bombardeamento intenso na noite de 24 de setembro, as forças imperiais atacaram a montanha no começo da manhã. Os samurai, sob fogo pesado, atacaram as linhas do exército imperial, que não haviam sido treinadas para combate de espada a curta distância. Em poucos minutos a linha organizada tornou-se em confusão. A perícia na luta com espada dos samurai venceu contra um exército com muito pouco treinamento tradicional. Por pouco tempo a linha de defesa de Saigō manteve-se intacta, mas foi forçada a recuar devido à diferença no número de combatentes. Por volta de 6 da manhã, apenas 40 rebeldes ainda estavam vivos. Saigō foi ferido na artéria femoral e no estômago. Perdendo sangue rapidamente, ele pediu que encontrassem-lhe um lugar adequado para morrer. Um de seus seguidores mais leais, Beppu Shinsuke, o carregou morro abaixo em seus ombros. A lenda diz que Beppu agiu como kaishakunin e auxiliou Saigō a cometer seppuku antes que pudesse ser capturado. Entretanto, existe evidência em contrário, dizendo que Saigō morreu de fato do ferimento de bala e teve então sua cabeça removida por Beppu para preservar sua dignidade.
Após a morte de Saigo, Beppu e os últimos samurais desembainharam suas espadas e correram morro abaixo em direção às posições imperiais até que o último fosse morto pelas metralhadoras Gatling.
Com estas mortes a rebelião Satsuma foi terminada.
Em 22 de fevereiro de 1889, o imperador Meiji perdoou Saigō postumamente. Uma estátua no Parque Central de Kagoshima existe em sua memória.
Esta batalha inspirou a cena final do filme, The Last Samurai.

### Livros
- Buck, James Harold (1979). Satsuma Rebellion: An Episode of Modern Japanese History. [S.l.]: University Publications of America. ISBN 089093259X
- Keane, Donald (2005). Emperor Of Japan: Meiji And His World, 1852-1912. [S.l.]: Columbia University Press. ISBN 0-231-12341-8
- Mounsley, Augustus H (1979). Satsuma Rebellion: An Episode of Modern Japanese History. [S.l.]: University Publications of America. ISBN 089093259X
- Ravina, Mark (2004). The Last Samurai : The Life and Battles of Saigō Takamori. [S.l.]: Wiley. ISBN 0-471-08970-2

### Músicas
- Sabaton (2016). The Last Stand: 9-Shiroyama
- Enforcer (2010). Diamonds: Katana

Filmes
O Último Samurai